# 小欧布利德斯
小欧布利德斯（英語：Eubulides the Younger），约活动于公元前2世纪前后。古希腊艺术家之一。出身于雅典，公元前140年至公元前120年前后为其创作期，他与雕刻家埃乌凯伊尔父子俩人一同合作，亦为雕刻家老欧布利德斯之孙。在雅典他创作了大量雕塑作品，包括雅典娜、宙斯、缪斯以及阿波罗像，现仅存其残件。保桑尼阿斯曾对他有所著述。